# بيرسي أدليشو
بيرسي أدليشو (بالإنجليزية: Percy Addleshaw) وُلد في تشيشيلر، إنجلترا في 1866، كان محاميًا وكاتبًا إنجليزيًا. خريج كلية كنيسة المسيح في جامعة أكسفورد، وقد تم قبوله في نقابة المحامين في عام 1893. كان من المعجبين والأصدقاء المقربين لرودين نويل. كتب أدليشو مقالات، قصائد، ومراجعات للعديد من المنشورات، وتحت اسم مستعار هو "بيرسي همنغواي"، نشر كتاب "خارج مصر" (Out of Egypt) وهو مجموعة من القصص القصيرة في عام 1894، بالإضافة إلى "التائه السعيد وأشعار أخرى". في عام 1920، تم نشر مجموعة شعرية بعد وفاته بعنوان "آخر الأبيات"، مع مقدمة طويلة كتبها أروندل أوزبورن.

## مؤلفاته
- 1896 - التائه السعيد وأشعار أخرى - The happy wanderer & other verse.
- 1912 - كاتدرائية إكستر. وصف لبنيتها وتاريخ مختصر للكرسي الأسقفي - The cathedral church of exeter. A description of its fabric and a brief history of the epispocal see.[8]
- 1916 - السير فيليب سيدني - Sir Philip Sidney.[9]